# You Really Got Me
Singles de The Kinks
You Still Want Me
(avril 1964) All Day and All of the Night
(octobre 1964)
Pistes de Kinks
I'm a Lover Not a Fighter Cadillac
You Really Got Me est une chanson des Kinks sortie en 1964.
Écrite par Ray Davies, elle se distingue par son riff de guitare qui est l'un des plus célèbres de l'histoire du rock. À sa sortie, elle se classe no 1 des ventes au Royaume-Uni pendant deux semaines et devient par la suite un classique du rock. Avec son son de guitare distordu, elle est parfois considérée comme le premier morceau de hard rock.

## Histoire

### Composition
Ray Davies écrit You Really Got Me entre le 9 et le 12 mars 1964. C'est l'une des toutes premières chansons qu'il écrit. Il la compose sur le piano qui occupe la pièce principale de la maison de la famille Davies. Il s'agit alors d'une chanson légère, avec de légers accents jazz. Il la fait écouter au photographe Allan Ballard lors d'une séance de photos au printemps 1964, mais elle ne lui fait pas grande impression. Bien que Ray Davies l'ait écrite comme une chanson plutôt tranquille, Dave Davies estime que le riff serait plus puissant s'il était joué à la guitare. C'est sous cette forme que You Really Got Me intègre le répertoire scénique des Kinks, et le public lui fait bon accueil.

### Enregistrement
Les Kinks tentent au moins à deux reprises d'enregistrer You Really Got Me durant l'été 1964. La première démo est de style bluesy, tandis que le deuxième essai, enregistré en studio, reste plus lent que la version finale. Les musiciens souhaitent faire une troisième tentative, mais Pye Records, leur maison de disques, refuse de payer pour un autre passage en studio dans la mesure où les deux premiers 45 tours des Kinks n'ont pas rencontré le succès escompté. De son côté, Ray Davies menace de ne pas assurer la promotion du single s'il n'est pas ré-enregistré, et le manager du groupe, Larry Page, le soutient. L'impasse est résolue lorsque le management du groupe finance lui-même la nouvelle séance d'enregistrement.
C'est en lacérant le haut-parleur de son amplificateur avec une lame de rasoir que Dave Davies obtient le son de guitare distordu caractéristique de la chanson et révolutionnaire pour l'époque. La chanson est enregistrée aux studios IBC à Londres le 4 juillet sous la houlette du producteur Shel Talmy.
Une rumeur persistante veut que ce soit Jimmy Page et non Dave Davies qui ait interprété le solo de guitare. Elle est notamment rapportée par Jon Lord, qui affirme jouer du piano sur cette chanson. En réalité, bien que Page ait joué en tant que musicien de studio pour les Kinks par la suite, c'est bien Dave Davies qui joue le solo de You Really Got Me, comme l'ont confirmé à plusieurs reprises les principaux intéressés,,. Ray Davies aurait reconnu que Jimmy Page a peut-être joué sur la 2e prise, mais c'est la 3e, avec la guitare de Dave, qui est utilisée sur le disque. Doug Hinman suggère qu'elle a pu voir le jour dans le petit milieu du rhythm and blues britannique, qui n'aurait pas apprécié de voir un groupe comme les Kinks, composé d'adolescents sortis de nulle part, rencontrer le succès avec une chanson d'inspiration blues aussi forte. Toutefois, le batteur du groupe Mick Avory est lui bel et bien remplacé par le musicien de studio Bobby Graham.

### Parution et accueil
You Really Got Me sort le 4 août 1964 avec It's Alright en face B. Il s'agit du troisième 45 tours des Kinks. Il lui suffit de trois jours pour apparaître dans les charts régionaux, et elle finit par se hisser au sommet du hit-parade national. Ce succès incite la maison de disques américaine Reprise Records à importer à la va-vite le single, qui sort aux États-Unis le 2 septembre. Bien qu'il n'entre dans les charts que le 26 septembre, il atteint la 7e place du Billboard Hot 100. You Really Got Me figure également sur Kinks, le premier album du groupe, et elle donne même son nom au disque 33 tours édité sur le marché américain.
Le guitariste des Who, Pete Townshend, admet avoir été influencé par You Really Got Me pour écrire le premier single de son groupe, I Can't Explain. La chanson est également une source d'inspiration pour des musiciens tels que Tom Petty, John Lydon ou Chris Bell.

## Musiciens
- The Kinks :
  - Ray Davies : chant, guitare rythmique
  - Dave Davies : guitare lead
  - Pete Quaife : basse
  - Mick Avory : tambourin

- Autres musiciens :
  - Bobby Graham : batterie
  - Arthur Greenslade : piano

## Reprises
You Really Got Me a connu de nombreuses reprises. L'une des plus connues est celle du groupe de hard rock Van Halen, qui se classe à la 36e place des charts américains en 1978.
Le groupe The Smithereens reprend You Really Got Me avec Ray et Dave Davies lors d'un concert en 1991. Cette version apparaît sur la compilation Attack of the Smithereens (1995). En 2010, Ray Davies reprend à nouveau la chanson, cette fois avec Metallica, sur son album See My Friends.
Dick Rivers enregistre en 1964 une adaptation française sous le titre La seule qui me tient. Elle est chantée par Eddy Mitchell et Valérie Lemercier dans le film Pollux, Le Manège Enchanté.
You Really Got Me a également été reprise par :
- The Knickerbockers (en) sur l'album Jerk & Twine Time (1965)
- The West Coast Pop Art Experimental Band sur l'album Volume One (1966)
- 13th Floor Elevators sur la réédition en 2005 de l’album The Psychedelic Sounds of the 13th Floor Elevators de 1966
- Mott the Hoople sur l'album Mott the Hoople (1969)
- 801 (en) sur l'album 801 Live (1976)
- Robert Palmer sur l'album Double Fun (1978)
- Van Halen sur l'album Van Halen (1978)
- Oingo Boingo sur l'album Only a Lad (1981)
- Sly and the Family Stone sur l'album Ain't but the One Way (1982)
- Toots and the Maytals sur l'album Ska Father (1998)
- Une version en italien est présente dans le film Il Divin Codino : L'art du but par Roberto Baggio (2021).